# Tanjung Peranap
Tanjung Peranap is een bestuurslaag in het regentschap Kepulauan Meranti van de provincie Riau, Indonesië. Tanjung Peranap telt 2249 inwoners (volkstelling 2010).